# Palicourea triphylla
Palicourea triphylla är en måreväxtart som beskrevs av Dc.. Palicourea triphylla ingår i släktet Palicourea och familjen måreväxter. Inga underarter finns listade i Catalogue of Life.